# Robertson-Insel
Die Robertson-Insel (englisch Robertson Island) ist eine Insel rund 55 km östlich der Nordenskjöld-Küste an der Ostseite der Antarktischen Halbinsel im Weddellmeer. Zwischen dieser und der Insel befindet sich der letzte Rest des 1995 zerfallenen Larsen-A-Schelfeises. 2002 löste sich südlich der Insel das Larsen-B-Schelfeis auf. Gut 100 Kilometer weiter südlich liegt das größere und relativ stabile Larsen-C-Schelfeis. Etwa drei Kilometer nördlich der Robertson-Insel befindet sich mit der Christenseninsel die nächstgelegene der Robbeninseln.
Die Robertson-Insel ist fast vollständig vergletschert, nur an zwei Stellen tritt der nackte Fels hervor, im Oceana-Nunatak im Nordwesten und an der Südostspitze der Insel, dem Kap Marsh, wo in Sedimenten aus der Oberkreide Fossilien von Muscheln und Kalkröhrenwürmern gefunden wurden.
Die Insel wurde erstmals 1893 durch Carl Anton Larsen gesichtet. Er benannte sie nach William Robertson (1842–1898), einem schottisch-deutschen Geschäftsmann und Mitinhaber von Woltereck & Robertson. Die Hamburger Firma hielt eine erhebliche Kapitalbeteiligung an der Gesellschaft, die Larsens Expedition finanzierte. Die erste Kartierung der Insel wurde von Otto Nordenskjöld vorgenommen, der sie im Oktober 1902 als Leiter der Schwedischen Antarktisexpedition von Snow Hill Island kommend mit dem Hundeschlitten erreichte.